# Quezon (Bukidnon)
Quezon is een gemeente in de Filipijnse provincie Bukidnon op het eiland Mindanao. Bij de laatste census in 2007 had de gemeente ruim 91 duizend inwoners.

## Geografie

### Bestuurlijke indeling
Quezon is onderverdeeld in de volgende 31 barangays:
| - Butong - C-Handumanan - Cawayan - Cebole - Delapa - Dumalama - Kiburiao - Kipaypayon - Libertad - Linabo - Lipa | - Lumintao - Magsaysay - Mahayag - Manuto - Merangerang - Mibantang - Minongan - Minsalirak - Minsamongan - Paitan | - Palacapao - Pinilayan - Poblacion - Puntian - Salawagan - San Isidro - San Jose - San Roque - Santa Cruz - Santa Filomena |

## Demografie
Quezon had bij de census van 2007 een inwoneraantal van 91.119 mensen. Dit zijn 8.552 mensen (10,4%) meer dan bij de vorige census van 2000. De gemiddelde jaarlijkse groei komt daarmee uit op 1,37%, hetgeen lager is dan het landelijk jaarlijks gemiddelde over deze periode (2,04%). Vergeleken met de census van 1995 is het aantal mensen met 16.978 (22,9%) toegenomen.

De bevolkingsdichtheid van Quezon was ten tijde van de laatste census, met 91.119 inwoners op 626,86 km², 145,4 mensen per km².